# Koloman Markart
Koloman Markart (* 5. Oktober 1863 in Neubistritz; † 19. Dezember 1933 in Bludenz) war ein österreichischer Politiker (SDAP), Schuster und Konsumverwalter. Er war von 1918 bis 1919 Mitglied der Provisorische Landesversammlung Vorarlbergs.

## Ausbildung und Beruf
Markart absolvierte eine Lehre als Schuster und ging in der Folge auf Wanderschaft. Diese brachte ihn über Wien nach St. Pölten, Leoben, Rattenberg und im Sommer 1889 schließlich  nach Rankweil. Hier war er danach von 1892 bis 1906 beruflich als Schuster tätig. 1906 wurde er Verwalter der Konsumgenossenschaft in Bludenz und gründete gleichzeitig die ersten Konsum-Filialen in Bludenz.

## Politik und Funktionen
Markart wurde 1885 in St. Pölten Mitglied der Sozialdemokratischen Partei in St. Pölten und war später als Erster Landesvorsitzender der Sozialdemokratischen Partei in Vorarlberg aktiv. Er wurde 1888 Mitglied im Arbeiterbildungsverein Rankweil, wirkte von 1896 bis 1900 als Erster Landesvertrauensmann sowie ab 1899 als Bezirksvertrauensmann. Er war darüber hinaus Mitbegründer des Vereines Arbeiterheim Bludenz und hatte zeitweise die Funktion des Obmannstellvertreters dieses Vereines inne. Des Weiteren war er Mitbegründer des Arbeiter Gesangvereins Bludenz und gründete 1887 eine Raucherclub in Rattenberg.
Markart kandidierte im Jahr 1897 erstmals als Reichsratswahl-Kandidat der Sozialdemokratischen Partei im Vorarlberg und trat 1901 erneut für seine Partei in diesem Kreis bei der Reichsratswahl an. Beide Male verfehlte er jedoch den Einzug in das Abgeordnetenhaus des Reichsrates. Er wurde 1910 Mitglied des Stadtrates von Bludenz und vertrat die Sozialdemokratische Partei zwischen dem 3. November 1918 und dem 16. Juni 1919 in der Provisorischen Landesversammlung Vorarlbergs. Des Weiteren war er während dieser Zeit Ersatzmitglied Fritz Preiß im Landesrat. In der Provisorischen Landesversammlung war er zudem Mitglied im Finanzausschuss des Landesrates.

## Privates
Koloman Markart wurde als Sohn des Fabrikarbeiters Franz Markart und dessen Gattin Theresia Schneider geboren. Er heiratete am 12. September 1892 in Rankweil Maria Anna Matt (1873–1950) und wurde zwischen 1893 und 1911 Vater eines Sohnes und von drei Töchtern.